# 矢野口君
矢野口 君（やのぐち きみ）は、元ニトロプラス社員で現在フリーの原画家、イラストレーター。9月25日生まれで女性。ホームページでのハンドルネームは矢野口恵。

## 作品

### ゲーム原画
- Phantom -PHANTOM OF INFERNO-
- Phantom INTEGRATION

### 小説挿絵
- レゾナンス（山原ユキ著）

### その他
- Phantom 〜Phantom of lnferno〜 オフィシャルガイド 「Memories of Assassin」
- Phantom 〜Requiem for the Phantom〜（キャラクター原案）